# Теллурид меди(I)
Теллурид меди(I) — неорганическое соединение, 
соль металла меди и теллуроводородной кислоты с формулой Cu2Te,
серо-синие кристаллы.

## Получение
- Действие паров теллура на сильно разогретую медь:

{\displaystyle {\mathsf {2Cu+Te\ {\xrightarrow {T}}\ Cu_{2}Te}}}
- Действие теллурида алюминия на раствор хлорида меди(I):

{\displaystyle {\mathsf {6CuCl+Al_{2}Te_{3}\ {\xrightarrow {}}\ 3Cu_{2}Te\downarrow +2AlCl_{3}}}}

## Физические свойства
Теллурид меди(I) образует серо-синие кристаллы
гексагональной сингонии,
пространственная группа P 6/mmm,
параметры ячейки a = 0,4237 нм, c = 0,727 нм, Z = 2.